# Josef Vaniš

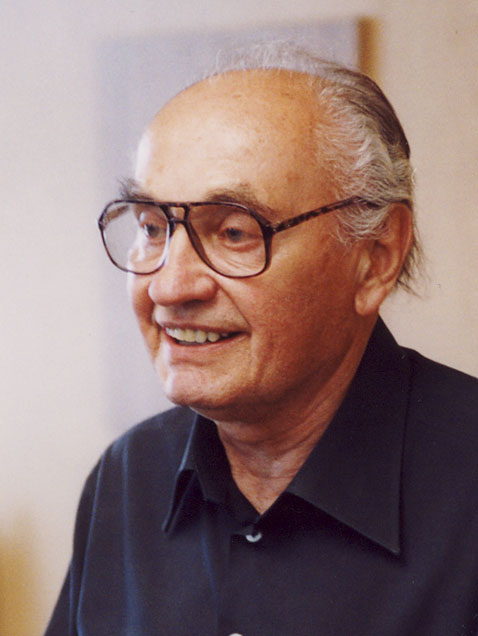
Josef Vaniš (2000)

Josef Vaniš (* 6. Januar 1927 in Vysoký Chlumec, Tschechoslowakei; † 12. Februar 2009 in Prag, Tschechische Republik) war ein tschechischer Kameramann und Fotograf, der seit den 1950er Jahren bis in die Zeit nach der politischen Wende in seiner Heimat noch in den 1990er Jahren tätig war.

## Leben
Vaniš arbeitete in den Jahren 1942 bis 1946 als Kameraassistent und beendete seine Lehrzeit in den Fächern Film und Fotografie an der Grafischen Schule in Prag. In den Jahren bis 1957 war er freischaffender Kameramann und arbeitete an Dokumentarfilmen und Kurzfilmen. Er wurde zuerst durch seine Arbeit an dem Dokumentarfilm Cesta vede do Tibetu und das gleichzeitig entstandene Buch Der Weg nach Lhasa bekannt. Der Dokumentarfilm nahm 1958 an den Filmfestspielen in Venedig teil. Danach begann er in der tschechoslowakischen Filmindustrie als Kameramann zu arbeiten. Seine Bilder aus Tibet wurden in den Jahren 1956 bis heute sowohl in seinem Heimatland als auch im Ausland ausgestellt.
Vaniš arbeitete festangestellt unter anderem in den Prager Filmstudios Barrandov. Mit Karel Kachyňa arbeitete er bei den Filmen Závrať (1963; deutsch: Schwindelgefühl) und Vysoká zeď (1964; Nachmittags im Park) zusammen. Für Dušan Klein war er in mehreren Filmen hinter der Kamera tätig. Dazu gehörten auch drei Filme der Pentalogie über die Dichter. Ferner arbeitete er mit Zbyněk Brynych zusammen, so zum Beispiel 1970 bei Oh, Happy Day und Engel, die ihre Flügel verbrennen. In den 1970er Jahren war er in den Filmen Leť ptáku, leť deutsch: Flieg, Vogel, flieg! (1978), Regie: J.Hanibal und sieben Teilen der Fernsehserie Pan Tau des Regisseurs Jindřich Polák tätig. Im Jahre 1976 arbeitete er mit Jaroslav Balik in dem Film Jeden střibrený (One Silver Piece) zusammen und 1977 führte er die Kamera im Film Tychý američan v Praze  (deutsch: Ein stiller Amerikaner in Prag), Regie: Josef Mach.
Nach der politischen Wende 1989 arbeitete Vaniš noch weitere fünf Jahre als freier Kameramann. 1993 führte er die Kamera beidem Film Das Ende der Dichter in Böhmen (Konec básníků v Čechách).
Josef Vaniš war Mitglied in der Vereinigung Tschechische Kameraleute und Dozent für Film und Fernsehen an der Film- und Fernsehfakultät der Akademie der Musischen Künste, Prag.

## Filmografie (Auswahl)
- 1959: Ein Leben in Gefahr (Zivot pro Jana Kaspara)
- 1960: Bei uns in Mechov (U nás v Mechové)
- 1961: Der Meisterschütze (Ledoví muzi)
- 1962: Aktion Kalimantan (Akce Kalimantan)
- 1963: Schwindelgefühl (Závrat)
- 1964: Hoffnung (Nadeje)
- 1964: Nachmittags im Park (Vysoká zed)
- 1965: Erzählungen über Kinder (Povídky o detech)
- 1966: Pfeifen, Betten, Turteltauben (Dýmky)
- 1967: Das Haus der verlorenen Seelen (Dum ztracených dusí)
- 1967: Großvater, Kilian und ich (Dedecek, Kylián a já)
- 1968: Als Hitler den Krieg überlebte (Já, spravedlnost)
- 1969: Amerika oder der Verschollene (Fernseh-Film)
- 1969: Ein Star (Hvezda)
- 1970: Engel, die ihre Flügel verbrennen
- 1970: O Happy Day
- 1972: Die Oase (Oáza)
- 1972: Osterurlaub (Velikonocní dovolená)
- 1973: Rallye gegen die Vernunft (Známost sestry Aleny)
- 1973: Zwei Dinge fürs Leben (Dve veci pro zivot)
- 1975–1978: Pan Tau (Fernsehserie, 20 Folgen)
- 1976: Anna, die Schwester Janas (Anna, sestra Jany)
- 1976: Eine Silbermünze (Jeden stribrny)
- 1976: Guten Tag, Stadt (Dobrý den, mesto)
- 1977: Die Nacht des Klavierspielers (Noc klavíristy)
- 1978: Ein stiller Amerikaner in Prag (Tichý American v Praze)
- 1978: Flieg, Vogel, flieg! (Let, ptáku, let! )
- 1978: Herr Tau nimmt Abschied (Od zítrka necaruji)
- 1979: Pan Tau – Alarm in den Wolken (Poplach v oblacích)
- 1979: Per Anhalter in den Tod (Smrt stoparek)
- 1980: Luzie, der Schrecken der Straße (Lucie, postrach ulice) (Fernsehserie, 6: Folgen)
- 1981: Eine Braut zum Küssen (Nevesta k zulíbání)
- 1982: Ein schönes Wochenende (Zelená vlna)
- 1983: Das Blaue vom Himmel (Modre z nebe)
- 1984: Liebe mit dem Duft des Harzes (Láska s vuní pryskyrice)
- 1984: Luzie, der Schrecken der Straße (Lucie, postrach ulice)
- 1984: Tod am Stadtrand (Radikální rez)
- 1985: Wie Poeten ihre Illusion verlieren (Jak básníci pricházejí o iluze)
- 1986: Junger Wein (Mladé víno)
- 1987: Papilio
- 1988: Wie Poeten das Leben genießen (Jak básníkum chutná zivot)
- 1988: Gute Tauben kehren immer zurück (Dobří holubi se vracejí)
- 1993: Das Ende der Dichter in Böhmen (Konec básníku v Cechách)

## Veröffentlichungen
- 1956: mit Vladimír Sís: Cesta vede do Tibetu, Artia, Prag.
  - 1956: deutsch von M. Vaníčková: Der Weg nach Lhasa. Bilder aus Tibet, Verlag Artia, Prag.
- 1997: Neuauflage in englischer Sprache: Recalling Tibet, Práha Press, Prag und Oslo, ISBN 80-85809-74-5.
- 1958: mit Vladimir Sis und Lumir Jisl: Tibetische Kunst, Artia, Prag.